# Lène (Pas-de-Calais)
Pour les articles homonymes, voir Lène.
La Lène, aussi appelée « Ruisseau de Desvres », est un affluent du fleuve côtier la Liane dans le département du Pas-de-Calais, en région Hauts-de-France.

## Géographie
De 6,2 km de longueur.

### Communes et cantons traversés
Dans le seul département du Pas-de-Calais (62), la Lène traverse les quatre communes suivantes, de l'amont vers l'aval, de Menneville (source), Desvres, Crémarest, Wirwignes (confluence).
Soit en termes de cantons la Lène prend source et conflue dans le même canton de Desvres, dans l'arrondissement de Boulogne-sur-Mer.

### Bassin versant
La Lène traverse une seule zone hydrographique « Liane de sa source à l'amont du confluent de l'Edre » (E530) de 137 km2 de superficie.

### Organisme gestionnaire
L'organisme gestionnaire est le SYMSAGEB ou Syndicat mixte pour le schéma d’aménagement et de gestion des eaux du Boulonnais, sis à Saint-Léonard, est devenu un EPTB, le 14 février 2012.

## Affluents
La Lène a cinq tronçons affluents référencés :
- la Desvres,
- la Desvres,
- la Lene
- le Moulin à Draps,
- le ruisseau de la Fougère,

### Rang de Strahler
Donc son rang de Strahler est de deux.

## Hydrologie
Son régime hydrologique est dit pluvial océanique